# Desigualdade de consumo
Em Economia, a desigualdade do consumo ou  distribuição de consumo é uma medida alternativa à desigualdade de renda ou desigualdade de riqueza para julgar a desigualdade econômica, comparando níveis de consumo ou gastos em vez de renda ou riqueza.
Esta é uma medida importante de desigualdade, pois a utilidade básica da riqueza ou renda é a despesa. Segundo essa perspectiva, as pessoas vivenciam a desigualdade diretamente no consumo, em vez de renda ou riqueza.
Além disso, é uma medida importante para a realização de comparações internacionais, devido à escassez de dados de renda e riqueza, sobretudo para países de baixa e média-baixa renda. O Banco Mundial lista 118 países com base na desigualdade de consumo em comparação com 68 países com base na desigualdade de renda. Essa disponibilidade de dados pode ser explicada pelos desafios de mensurar a renda em países mais pobres e pelos desafios de mensurar o consumo em países mais ricos.